# Cumbuco
Cumbuco é um bairro pertencente ao distrito sede do munícipio de Caucaia, integrante da Região Metropolitana de Fortaleza (RMF), no estado do Ceará, Brasil. O bairro é conhecido por abrigar a famosa Praia de Cumbuco, importante ponto turístico de Caucaia e do estado do Ceará, considerada a "meca internacional do kitesurf".
Segundo o Censo 2010, a população do Icaraí era de 2.298 habitantes.
O bairro faz divisa com o bairro Tabuba a leste, com os bairros Garrote, Lagoa do Banana e Caraúbas ao sul, Cauípe a oeste e com o Oceano Atlântico ao norte.

## Infraestrutura e serviços
A principal via do bairro é a Avenida dos Coqueiros, nome dado a rodovia CE-090 no trecho que compreende o bairro. O bairro também é atendido por varias linhas de ônibus, seja do sistema metropolitano intermunicipal que faz ligação direta com Fortaleza, seja do sistema gratuito de ônibus urbanos do município de Caucaia.